# Hugh Douglas Hamilton
Hugh Douglas Hamilton (* um 1740 in Dublin; † 10. Februar 1808 ebenda) war ein irischer Porträtmaler.

## Leben
Hugh Douglas Hamiltons Herkunft ist nicht sicher geklärt. Er war möglicherweise der Sohn eines Perückenmachers in Dublin. Ab 1754 lernte er wohl bei James Mannin, der in Robert Wests Zeichenschule in Dublin lehrte. 1755 gewann Hamilton dort den ersten Preis in einem Wettbewerb. 1764 zog er nach London, wo er sein Geld hauptsächlich mit Pastellporträts verdiente. Er beteiligte sich an zahlreichen Ausstellungen der Free Society und der Society of Artists. Seine Porträtzeichnungen wurden offenbar von Künstlern wie Alexander Pope und Anna Tonelli, die vielleicht auch zu seinen Schülern gehörten, nachgeahmt, so dass manche Werke später schwer zuzuordnen waren. Vor 1769 heiratete Hugh Douglas Hamilton eine Frau namens Mary. Aus der Ehe ging eine Tochter namens Harriot hervor, die die Eltern bei Reisen durch Italien, die etwa ab 1779 stattfanden, begleitete. In Rom wurde man offenbar spätestens 1782 auf den Maler aufmerksam, von 1783 bis 1786 hielt er sich in Florenz auf. 1784 wurde er Mitglied der Accademia di Disegno. Von 1786 bis 1791 lebte er in Rom, wobei er 1788 eine Reise nach Süditalien unternahm, möglicherweise in Begleitung der Familie Flaxman. Während seiner Zeit in Italien legte Hugh Douglas Hamilton eine große Kunstsammlung an und malte zahlreiche Porträts. 1792 kehrte er nach Irland zurück und ließ sich in der Frederick Street 20 in Dublin nieder. Statt der Pastelltechnik wandte er nun meist die der Ölmalerei an. Bis 1804 arbeitete er als Porträtmaler; danach wandte sich sein Interesse den chemischen Hintergründen der Farbpigmente zu. Einige seiner unvollendeten Arbeiten wurden von seiner Tochter ergänzt. Nach seinem Tod fand am 15. Mai 1811 bei Christie’s eine Auktion mit Werken des Malers statt. Etliche Porträts, die Hugh Douglas Hamilton gemalt hatte, wurden als Stiche weiterverbreitet.

## Bilder

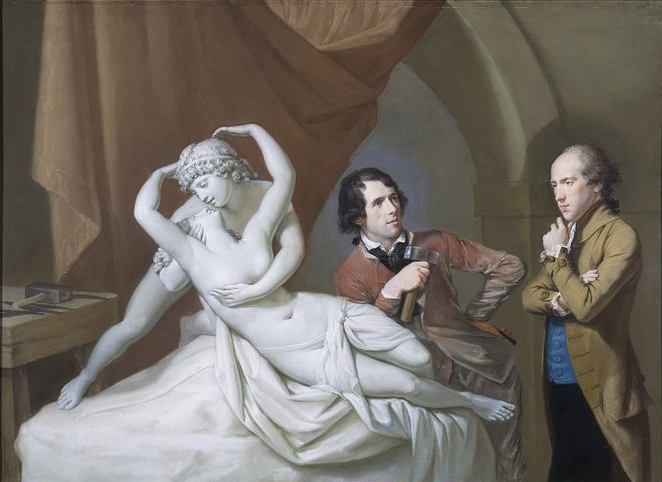
Antonio Canova mit Henry Tresham in seinem Atelier vor einem Gipsmodell zu Cupido und Psyche
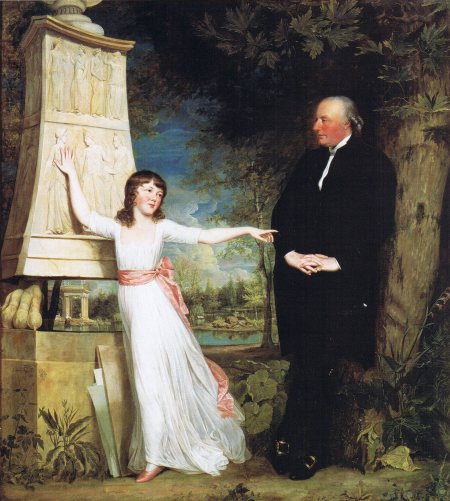
Frederick Hervey, 4. Earl of Bristol, mit seiner Enkelin Caroline Chrichton im Garten der Villa Borghese
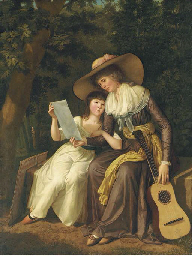
Mary, Countess of Erne, mit ihrer Tochter Lady Caroline Crichton, der späteren Lady Wharncliffe

## Ausstellungen
Vom 22. November 2008 bis zum 15. Februar 2009 wurde anlässlich seines 200. Todestages in der National Gallery of Ireland die Ausstellung Hugh Douglas Hamilton. A Life in Pictures gezeigt.